# Simulium perlucidulum
Simulium perlucidulum är en tvåvingeart som beskrevs av Takaoka 1983. Simulium perlucidulum ingår i släktet Simulium och familjen knott.
Artens utbredningsområde är Filippinerna. Inga underarter finns listade i Catalogue of Life.